# James Michener
James Albert Michener (ur. 3 lutego 1907 w Doylestown, zm. 16 października 1997 w Austin) – amerykański pisarz.
Laureat nagrody Pulitzera w 1948 roku za powieść Tales of the South Pacific. Wydał ponad 40 książek, w większości o tematyce historycznej i podróżniczej. Odznaczony Medalem Wolności w 1977 roku.
Na podstawie powieści Sayonara nakręcono w 1957 roku film pod takim samym tytułem, nagrodzony rok później czterema  Oscarami. Wyreżyserował go Joshua Logan, główną rolę amerykańskiego pilota zagrał Marlon Brando.

## Najważniejsze powieści
- Tales of South Pacific (1948)
- Return to Paradise (1950)
- The Bridges at Toko Ri (1953) – wyd. pol. Mosty Toko-ri, Aramis 1992
- Sayonara (1954) – wyd. pol. Sayonara, Edytor 1996, tłum. Ewa Hauzer, ISBN 83-86107-99-5
- Hawaii (1959) – wyd. pol. Hawaje • Słoneczna laguna, Atlantis 1994, tłum. Paweł Ziemkiewicz, ISBN 83-86284-45-5
- Caravans (1963)
- The Source (1965) – wyd. pol. Źródło, 2006, Książka i Wiedza, ISBN 83-05-13431-8
- Centennial (1974) – wyd. pol. Centennial, Książka i Wiedza 1989, tłum. Jan Aleksandrowicz, ISBN 83-05-11417-1
- Chesapeake (1978)
- The Convenant (1980)
- Space (1982) – wyd. pol. Kosmos, Książka i Wiedza 1991, tłum. Ewa i Lesław Adamscy
- Poland (1983) – wyd. pol. Polska, Albatros 2006
- Texas (1985)
- Legacy (1987)
- Alaska (1988)
- Journey (1988)
- Caribbean (1989)
- The Novel (1991) – wyd. pol. Powieść, Amber 1995, ISBN 83-7082-774-8
- Mexico (1993)
- Recessional (1994) – wyd. pol. Aleja Palmowa, Amber 1997, tłum. Jarosław Bielas, ISBN 83-7169-153-X
- Miracle in Seville (1995)
- Matecumbe (2007)